# São Miguel das Missões
São Miguel das Missões o São Miguel Arcanjo, è stata, dal 1632 al 1768 una delle numerose riduzioni (reducciones) dei missionari cattolici dell'ordine religioso dei Gesuiti sorte nel sudest del Brasile tra il XVII e XVIII secolo; è situata nei pressi della cittadina omonima nella regione nord-orientale dello Stato brasiliano del Rio Grande do Sul.
Attualmente della riduzione di São Miguel das Missões rimane parzialmente conservata la chiesa barocca (sul cui modello venne edificata la cattedrale di Santo Ângelo) e il perimetro dell'insediamento.
Le rovine sono entrate a far parte, nel 1984, della lista dei Patrimoni dell'umanità dell'UNESCO, insieme a quelle argentine di San Ignacio Minì, Santa Ana, Nuestra Señora de Loreto e Santa Maria la Mayor.
I resti archeologici sono classificati come altamente vulnerabili soprattutto a causa dell'azione del clima tropicale e della vegetazione.

## Storia
Le riduzioni vennero autorizzate dalla Spagna nel 1503 con la firma di un decreto ad Alcalá de Henares, ma la costruzione dei primi insediamenti sudamericani avvenne solo attorno al 1560.
Lo scopo delle missioni, costruite e gestite dai missionari gesuiti, era quello di convertire al cristianesimo i popoli indigeni del Brasile e dell'Argentina.
La missione di São Miguel das Missões, venne creata, nel 1632, dai gesuiti portoghesi, presso l'insediamento di indios Guaraní rinominato Itaiaceco, ma nel 1683, venne trasferita nel sito attuale. A quella data comprendeva circa 4.000 indios cristianizzati stanziati in un villaggio costruito rispettando i criteri prescritti dal libro IV delle Leyes de Indias (Leggi delle Indie), il corpus legislativo emanato dalla Spagna fra il 1512 e 1542 che regolava tutti gli aspetti sociali, politici ed economici delle colonie americane.
Del villaggio non rimane alcun edificio, ad eccezione della grande chiesa ed alcune parti perimetrali dell'abitato.
La costruzione della chiesa barocca è databile fra il 1735 e il 1744, ed è attribuita all'architetto gesuita Gian Battista Primoli. Gli ultimi allestimenti degli interni vennero completati entro il 1750, ma nel 1760 un incendio danneggiò gravemente alcune parti dell'edificio che venne parzialmente restaurato per finire, tuttavia, abbandonato assieme all'intera missione, pochi anni dopo, a seguito dell'espulsione dell'ordine dei Gesuiti dalla Spagna (1767).
Le riduzioni costruite nel bacino del Rio Paranà si resero infatti note per la resistenza degli indios contro i mercanti di schiavi spagnoli e portoghesi e, successivamente, per l'opposizione alla corona di Spagna; azioni che comportarono l'espulsione dell'ordine sia dai territori portoghesi (1758) che da quelli spagnoli (1767), e la sua successiva soppressione (1773) da parte di papa Clemente XIV.

## Curiosità
Il film Mission del 1986 con Robert De Niro e Jeremy Irons ripercorre, in chiave drammatica e con alcune modifiche, la storia della «grande missione di San Miguel» che altro non è che la missione di São Miguel das Missões. In alcune scene viene utilizzata anche una ricostruzione di come doveva apparire la missione nel XVIII secolo.

## Galleria d'immagini
- Rovine dell'edificio di culto barocco.

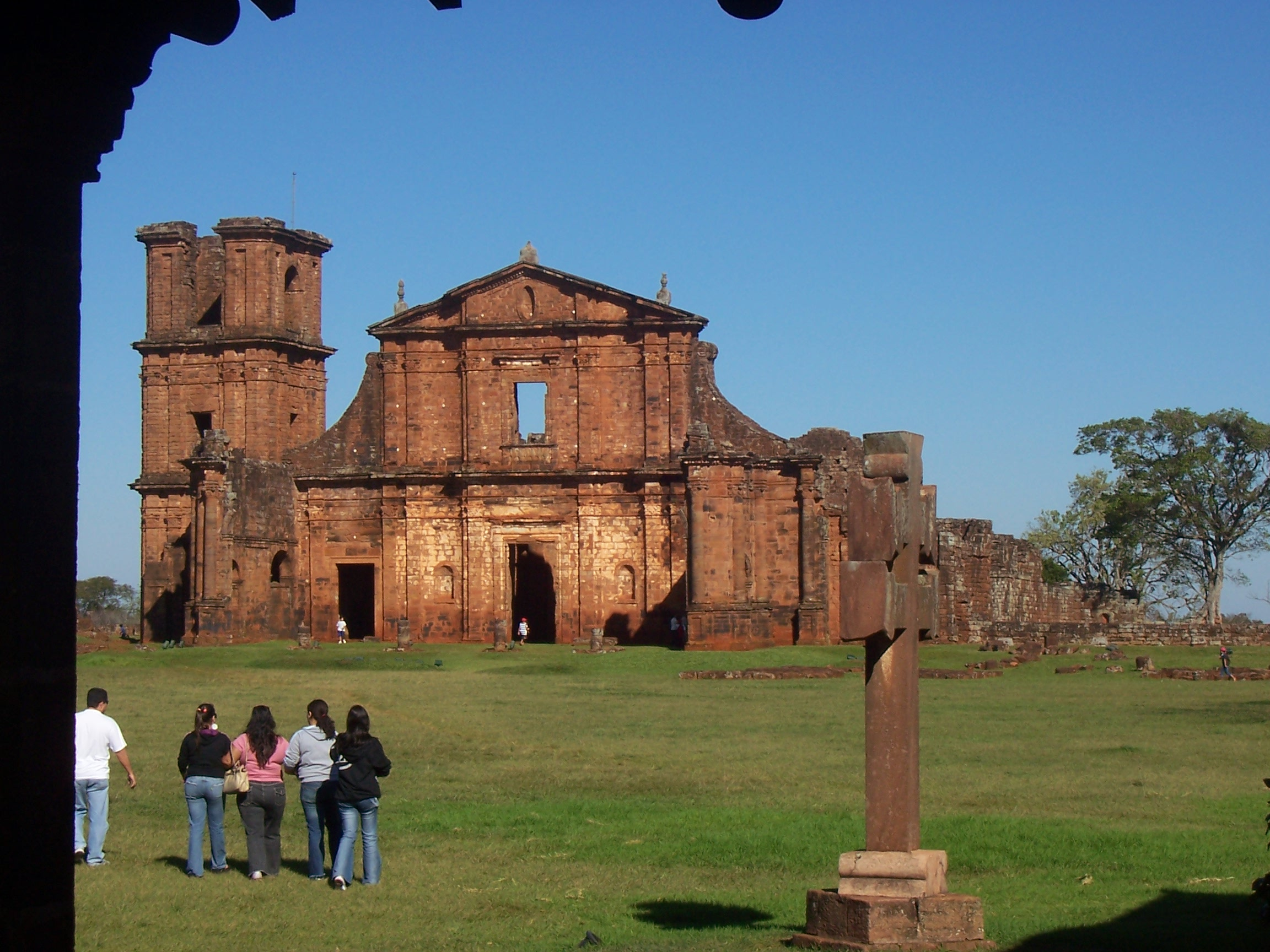
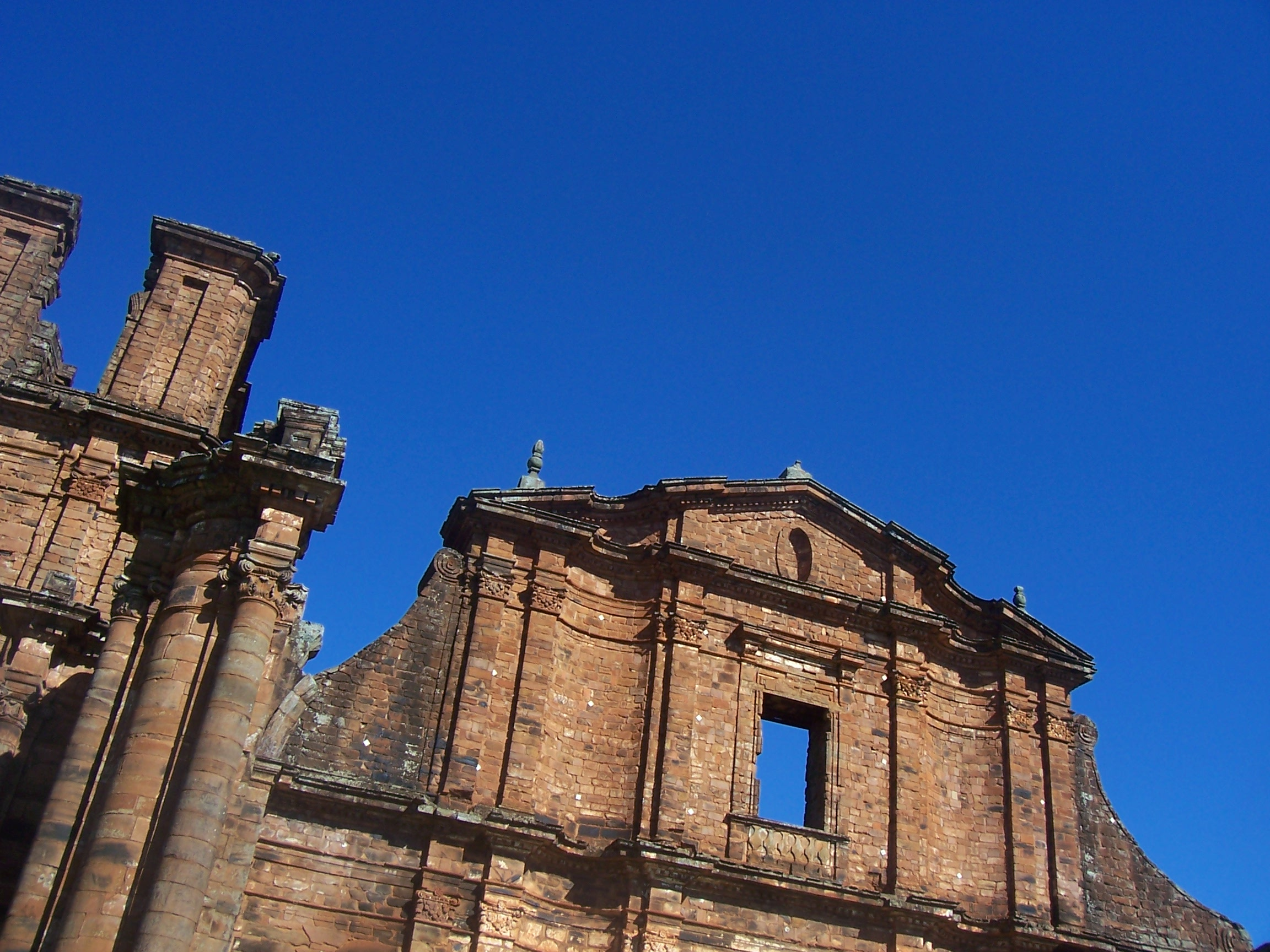
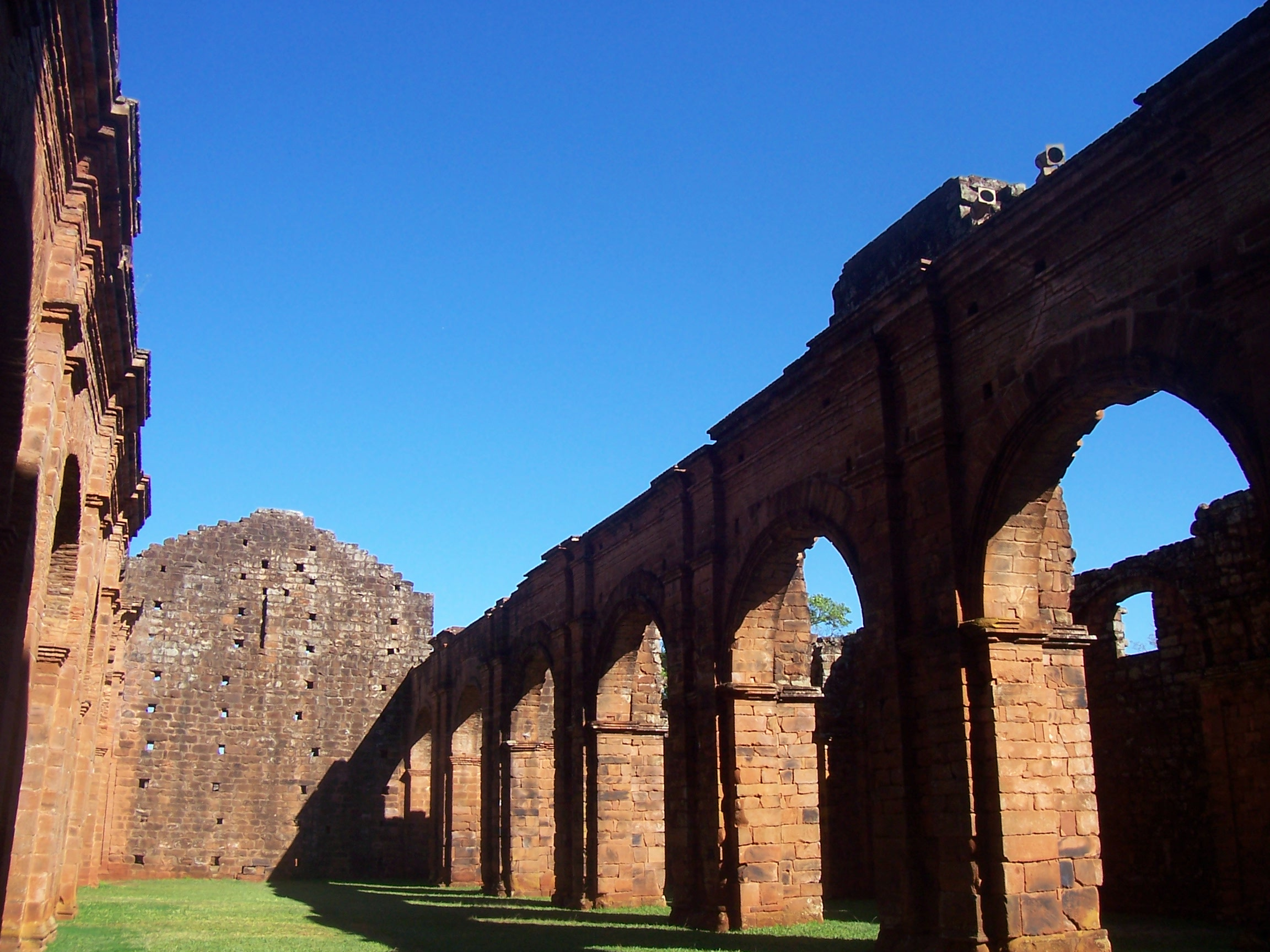
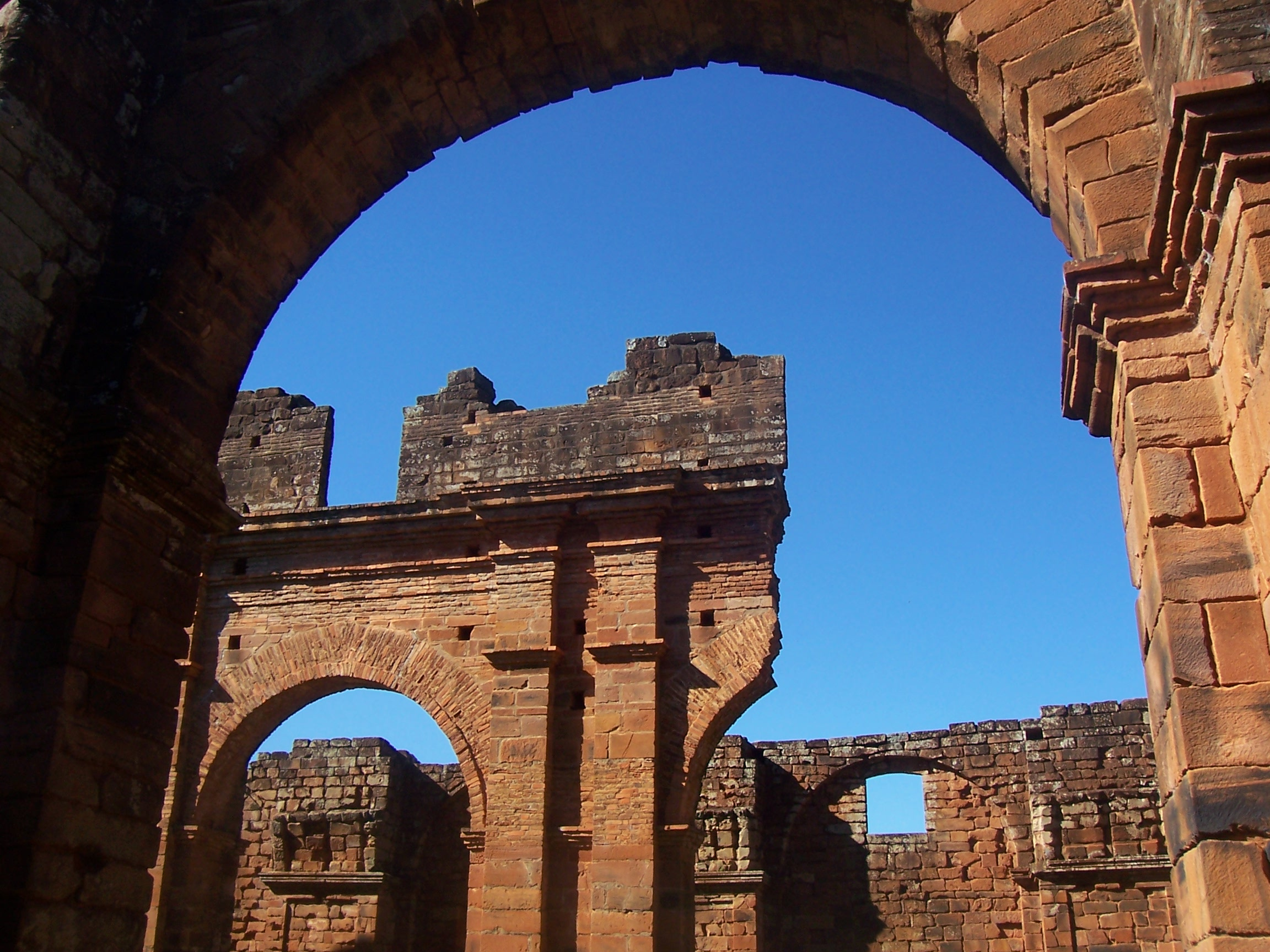
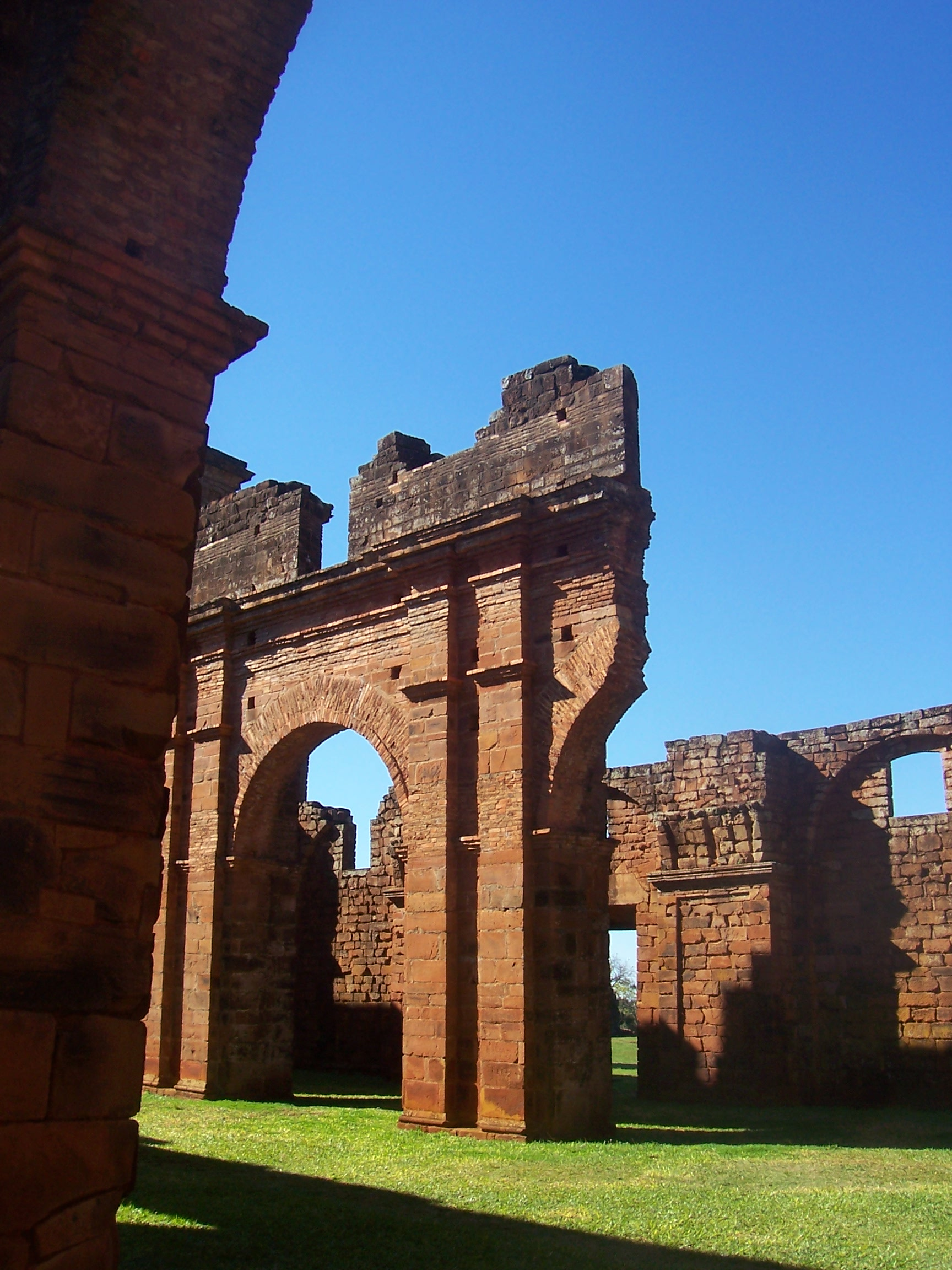
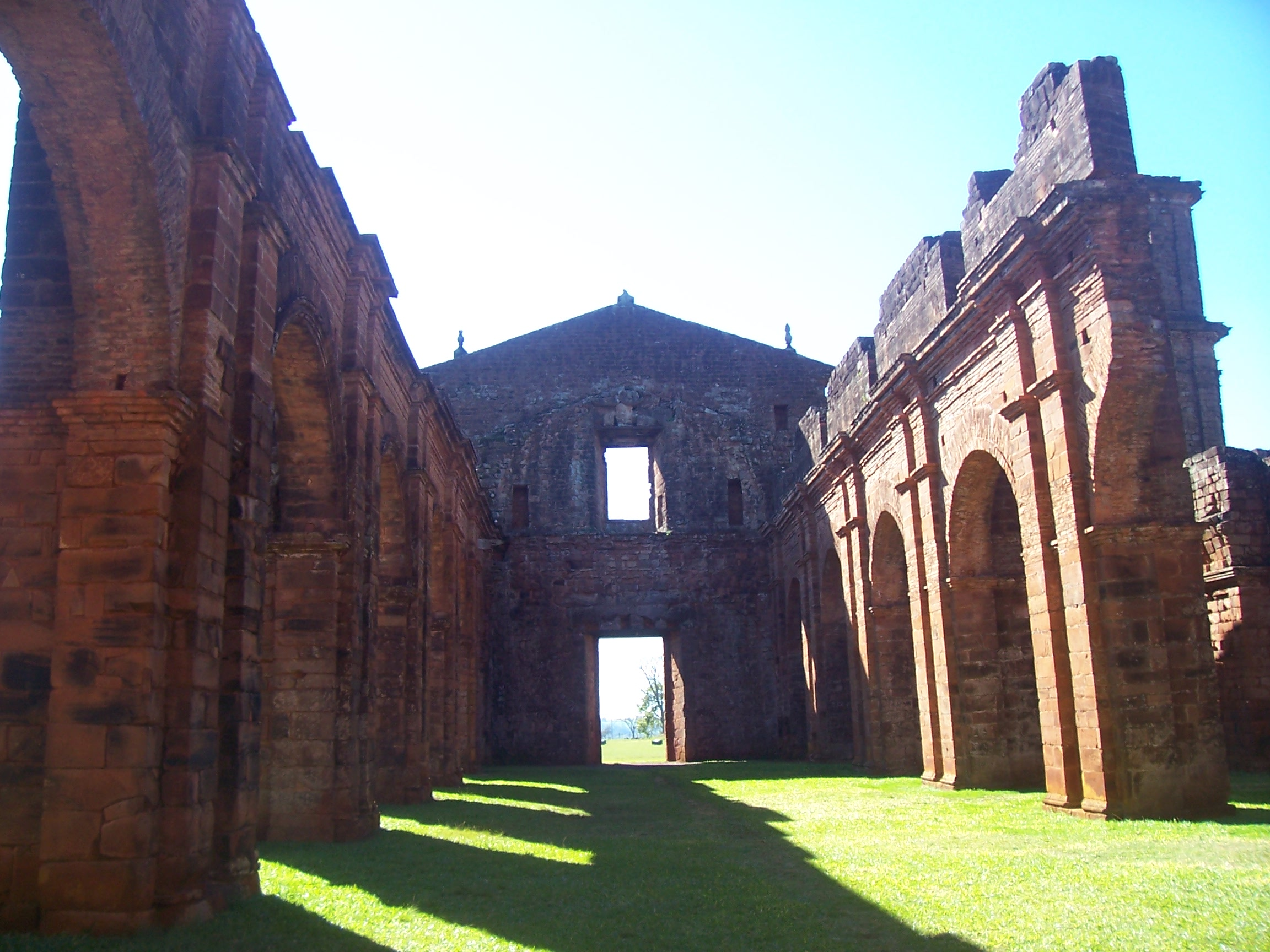
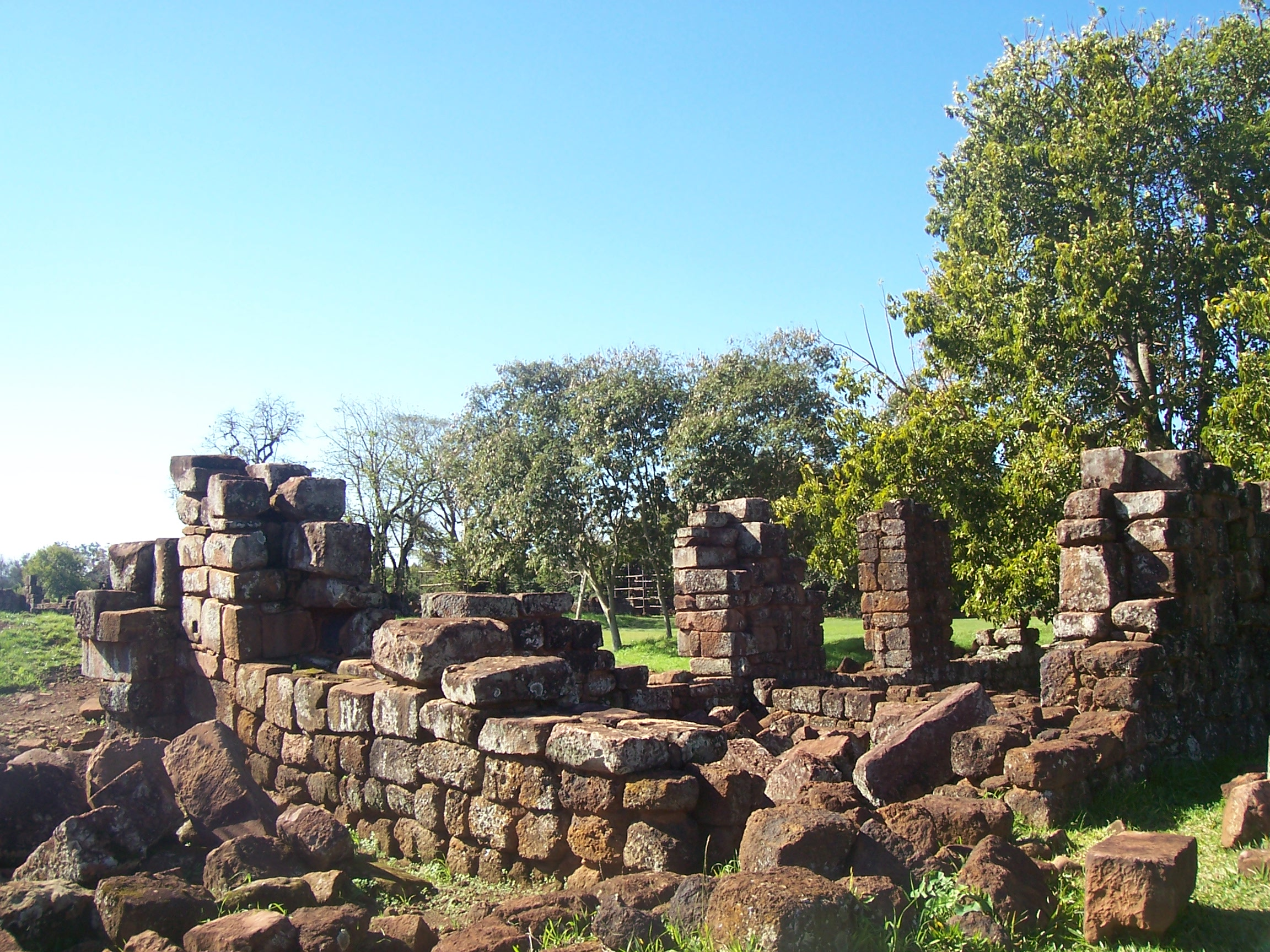

- Parte del corredo artistico della chiesa: alcune statue lignee e una campana.

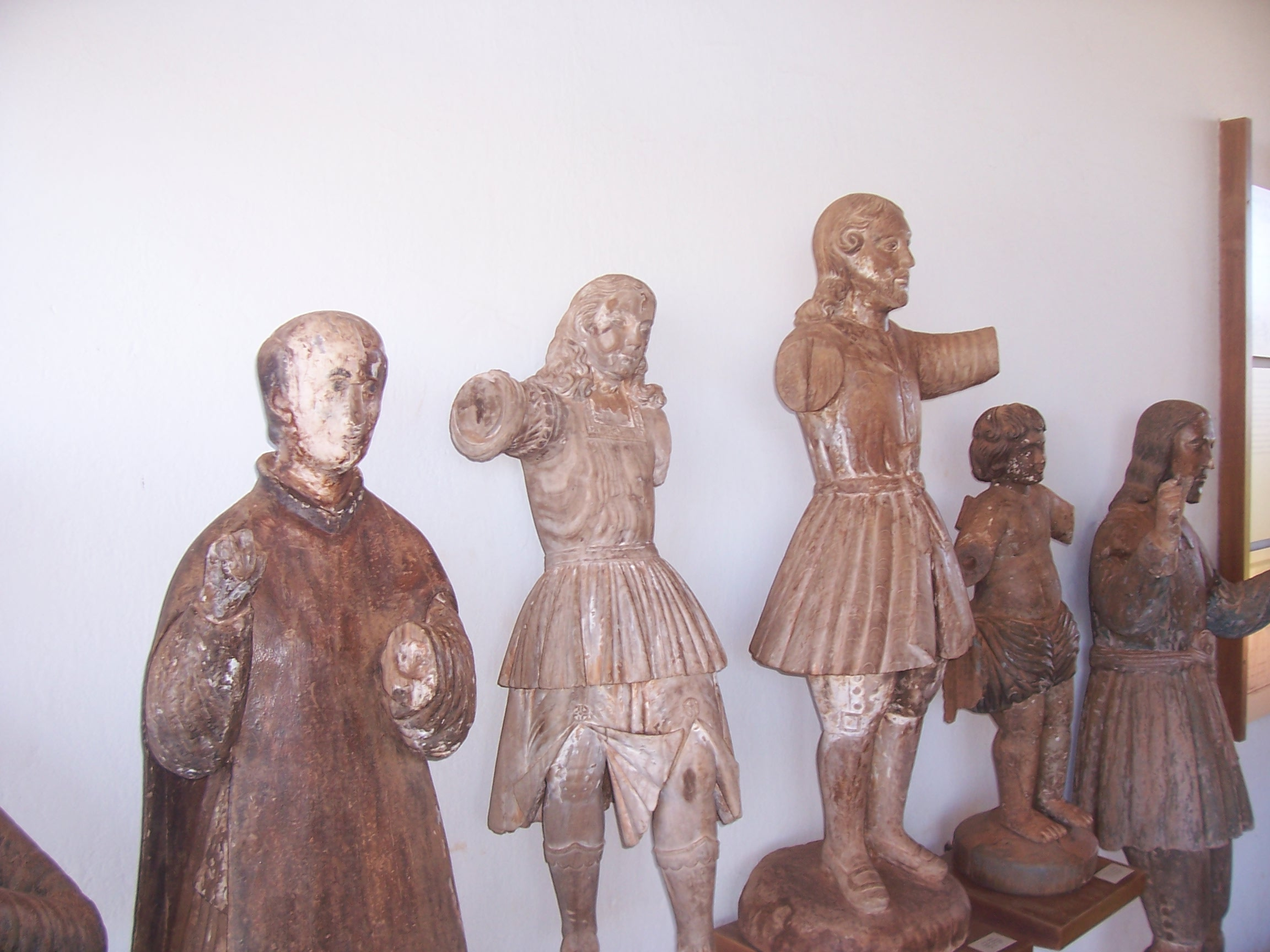
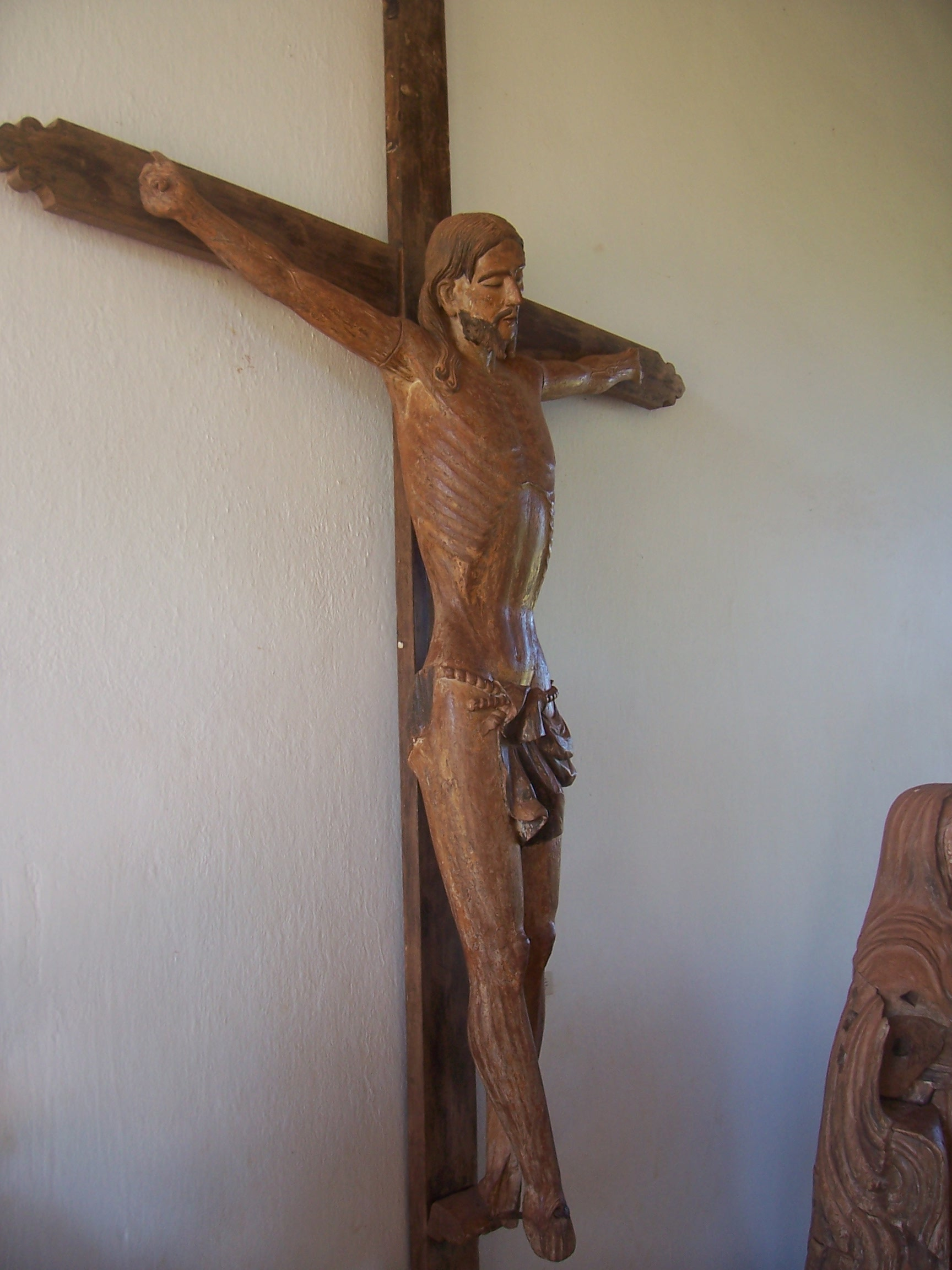
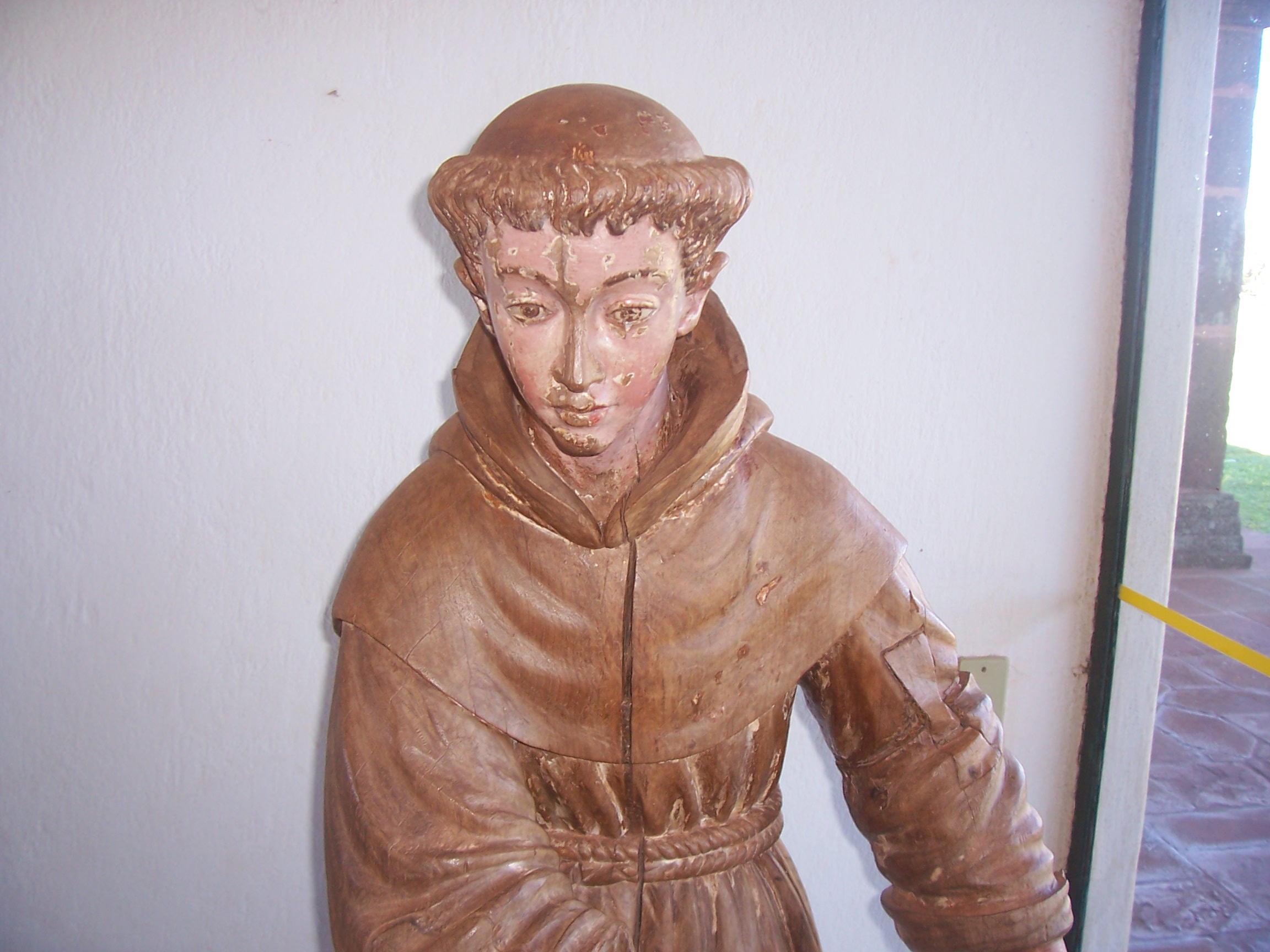
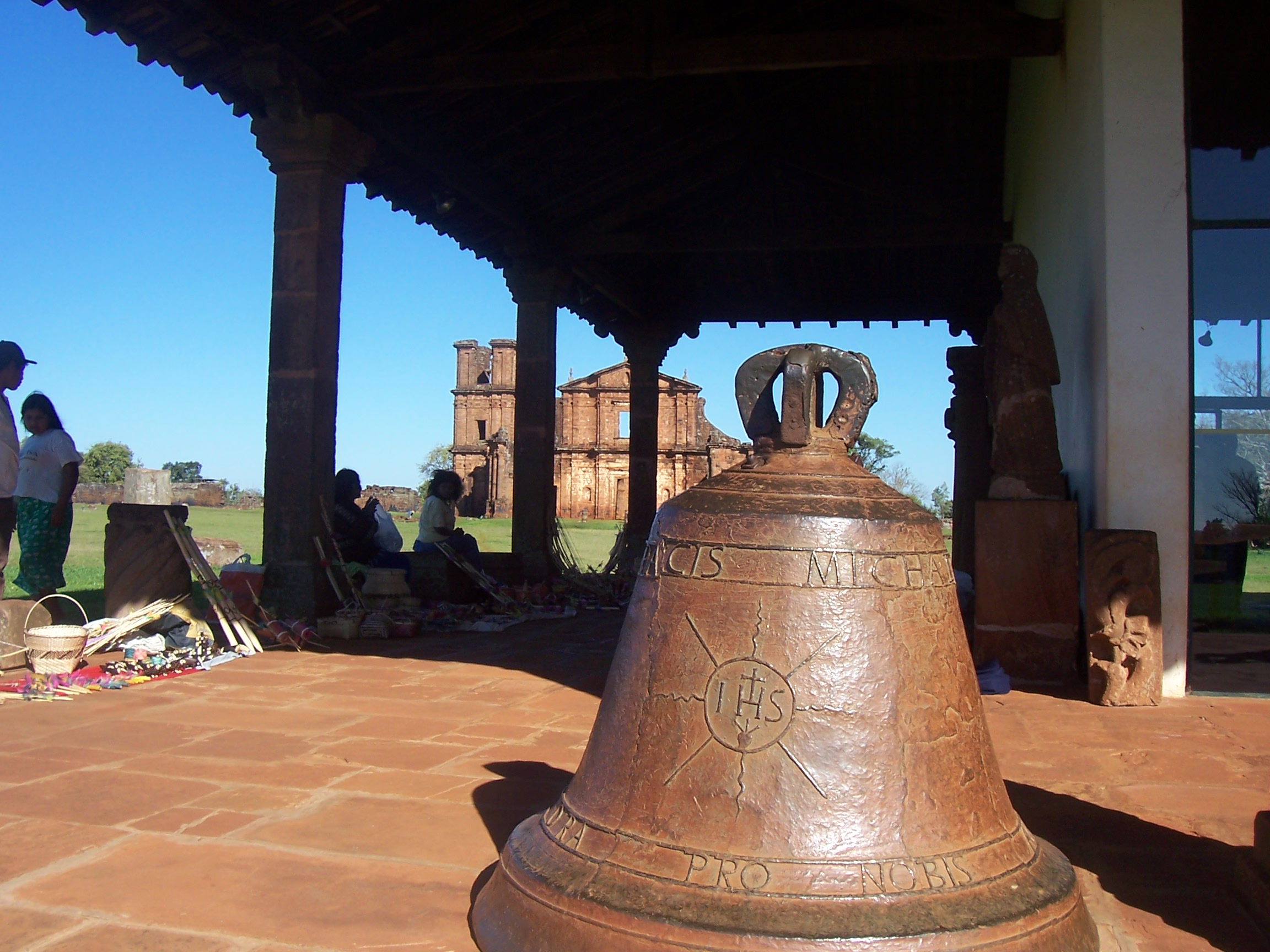